# Красуня блискуча
Красуня блискуча (Calopteryx splendens) — бабка роду Красуня (Calopteryx), що належить до родини бабок-красунь.

## Опис
Довжина 45—48 мм, черевце 34—38 мм, заднє крило 30—31 мм, розмах крил до 70 мм. У самця птеростигма відсутня. Тіло з металевим блиском, синє з зеленим відливом. Середина крила несе широку металево-блискучу синю або темно-синю перев'язь, основи і вершини крила безбарвні, прозорі. У самки замість птеростигми знаходиться світла пляма, пересічена жилками. Крила практично безбарвні, з металево-блискучими зеленими поперечними жилками. Тіло золотисто-зеленого або бронзово-зеленого кольору. Крила відносно прозорі, з зеленуватим відливом і металево блискучими поперечними жилками зеленого кольору.

## Біологія
Період льоту: кінець червня — середина вересня. Вид звичайний, при сприятливих умовах — численний. Відрізняється повільним пурхаючим польотом. Літає неохоче і погано, часто сідає на рослини, чагарники. Бабки зустрічаються поруч зі струмками і дрібними річками з берегами, порослими рослинністю. Від водойм практично не відлітають. Самки переважно сидять серед рослинності, а самці літають над водою вздовж берега.
Яйця відкладаються в надрізи стебел і листя рослин, при цьому самка повільно переповзає з місця на місце, занурюючи черевце в воду до самих крил. Тіло личинки подовжене, струнке, коричнево-жовтого або сіро-зеленого кольору. Довжина її тіла, включаючи хвостові зябра, досягає 32—34 мм. Віддають перевагу сильно зарослим і повільно проточним річкам і струмкам з рясною рослинністю, включаючи замулені і з каламутною водою.

## Ареал
Ареал — від Західної Європи до озера Байкал у Росії, зустрічаються також в Західній Азії і Північній Африці поблизу річок, озер та інших водойм. Можливо, у більшій кількості мешкають в лісовій місцевості. Личинки живуть в струмках і річках з невеликою течією і в стоячих водоймах з чистою водою. Вид поширений, але в деяких районах знаходиться під загрозою. Вид досить уразливий і локально поширений, в окремих місцевостях внесений до Червоної книги, як вразливий вид.
Лімітуючими факторами є забруднення водойм і господарське освоєння прибережних зон. Основна мета щодо захисту виду — запобігання забрудненню водойм.

## Галерея

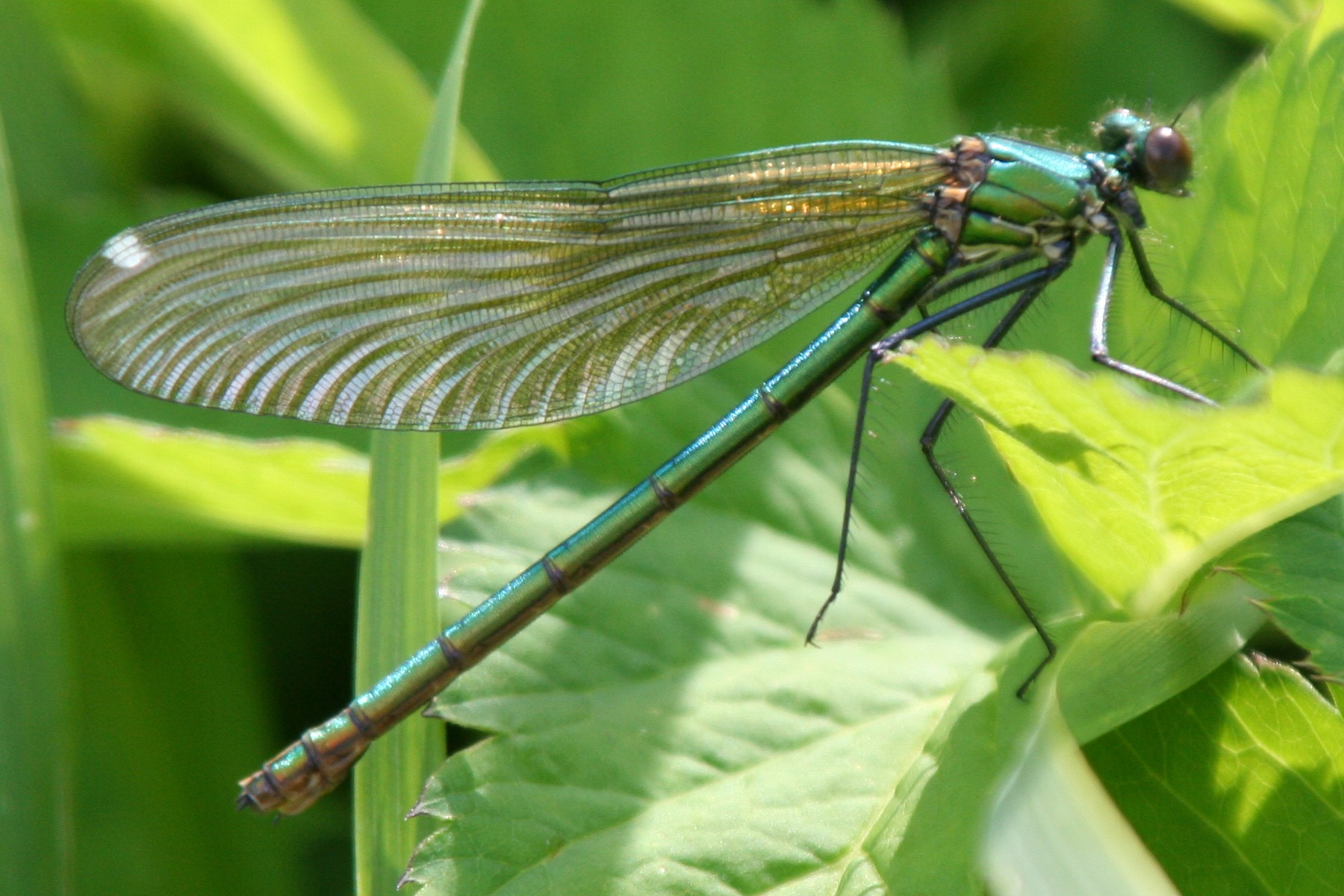
Самка
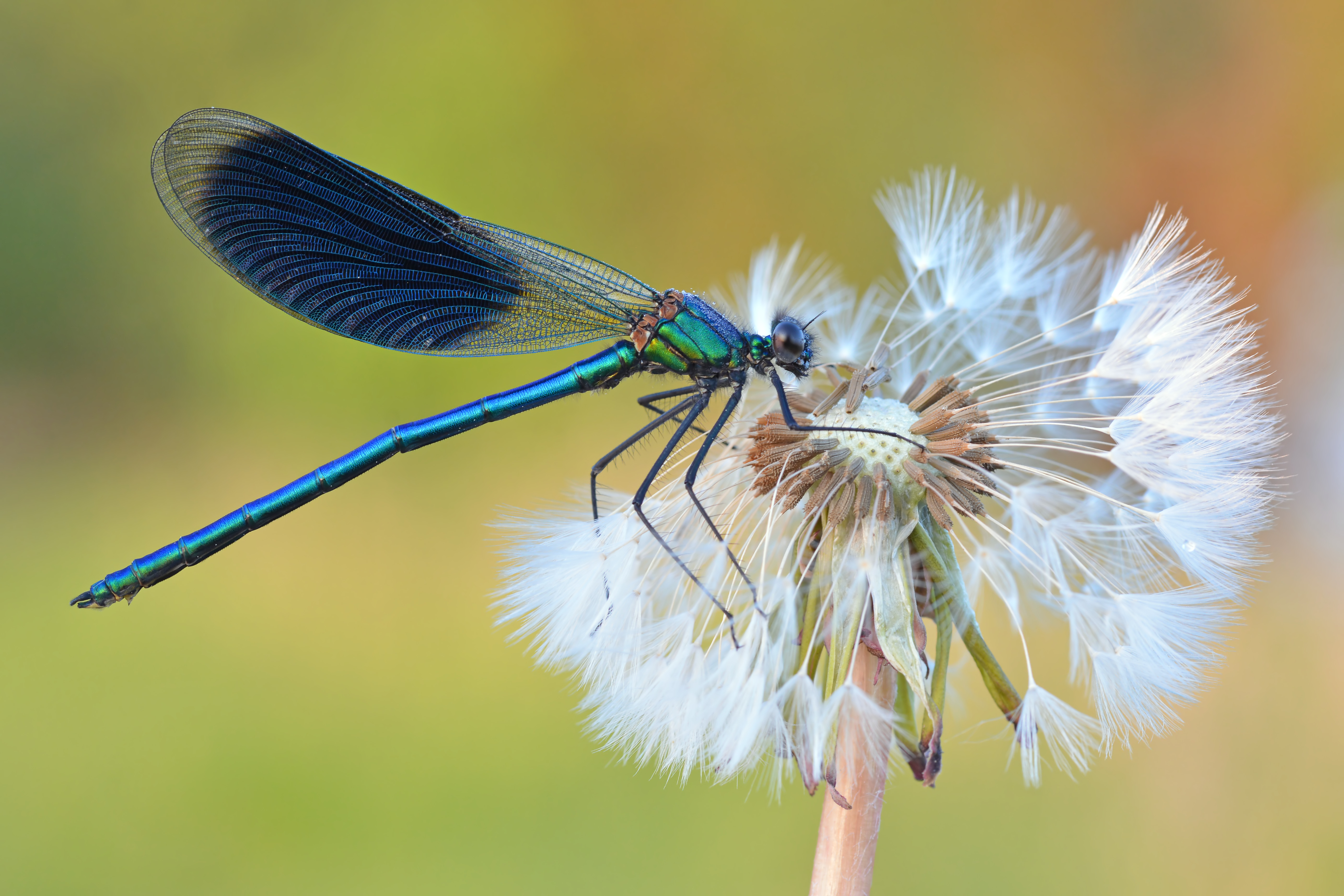
Бабка красуня блискуча (Calopteryx splendens), що нависає біля насіння кульбаби, біля озера Gülper See[de]. Бранденбург, Німеччина — переможець WLE 2019
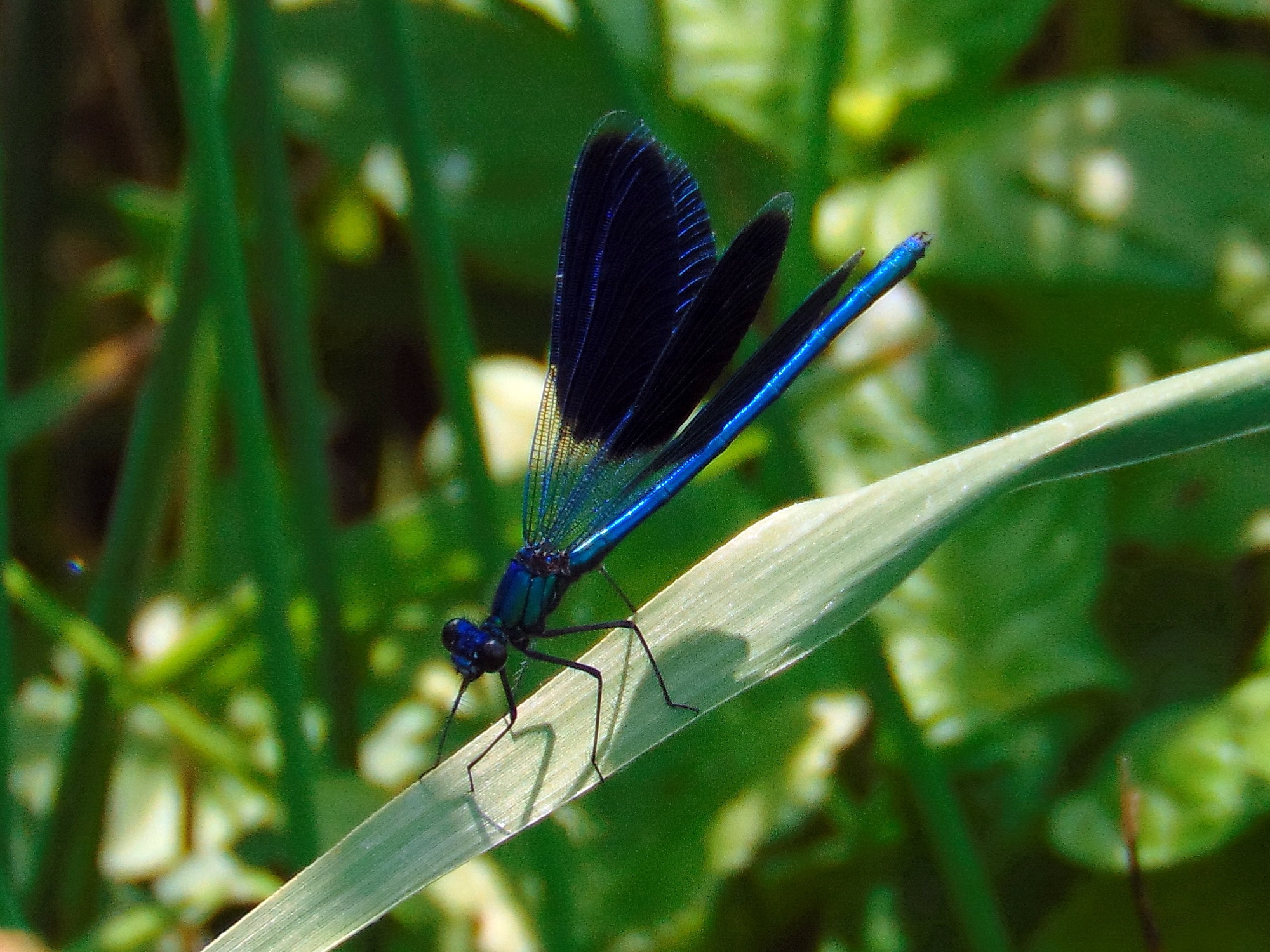
У долині р.Верхня Хортиця. Запорізьке Правобережжя